# BMW B48
Der BMW B48 ist ein Reihenvierzylinder-Ottomotor mit Turbolader von BMW.
Gemeinsam mit dem B38 (Reihendreizylindermotor) und B58 (Reihensechszylindermotor) und den beiden Dieselmotoren B37 (Dreizylinder) und B47 (Vierzylinder) gehört der B48 zu den 2013/2014 eingeführten Baukasten-Motoren von BMW. Das Werk München war das Leitwerk für die B38- und B48-Motoren, dieses fertigt jedoch nur noch Elektromotoren, die Fertigung der Verbrennungsmotoren wurde nach Steyr und Hams Hall verlagert.
Die Baukasten-Motoren werden sowohl in BMW-Modellen als auch in MINI-Modellen eingesetzt. Somit werden die bislang in einer Kooperation von BMW und dem PSA-Konzern entwickelten Motoren in den MINI-Modellen nach und nach abgelöst. Die Motoren erfüllen die EU6-Abgasnorm.

## Konstruktion
Der BMW-B48 ist ein Reihenvierzylindermotor mit einem Turbolader. Die Einlaufspirale der Turbine ist geteilt, sodass die Abgasströme unmittelbar nacheinander gespülter Zylinder getrennt geführt werden, um den Abgasgegendruck zu verringern („TwinPower“). Außerdem hat der B48 Direkteinspritzung, variable Ventilsteuerung (Valvetronic) und Nockenwellenverstellung.

Ölwanne und Motorblock in „Closed-Deck-Bauweise“  bestehen aus Aluminium,
wobei die Zylinderlaufbahnen mit einer harten Eisenlegierung in 0,3 mm Stärke beschichtet sind. Der Zylindermittenabstand beträgt, wie schon beim 1977 eingeführten M20, 91 Millimeter.

Zur Tilgung von Schwingungen zweiter Ordnung werden zwei Ausgleichswellen verwendet.

Ab der zweiten Hälfte 2017 bis Mitte 2018 wurde die Motorenreihe sukzessiv in den Modellreihen technisch überarbeitet (TÜ1/-M1/-O1/-T1). Dabei wurden Warmlauf, Abgasverhalten und Wirkungsgrad durch auf 350 bar geänderte Einspritzung und Abgasführung und geändertes Thermomanagement verbessert. Darüber wurde eine überarbeitete, leichtere Kurbelwelle eingesetzt.
Seit Juli 2021 wird im BMW 430i, seit März 2022 im 230i-Coupé eine weitere Modifikation eingesetzt: Um die Abgasnorm EU7 (2025) mit bezüglich Kohlenmonoxid-Emissionen noch strengeren Grenzwerten erfüllen zu können, wurde der Krümmer im Zylinderkopf integriert (ZIK, Zylinderkopfintegrierter Krümmer), was ermöglicht, den Krümmer direkt mit dem Kühlwasser des Motors abzukühlen: Dies beeinflusst durch weniger fettes Gemisch Abgas und Verbrauch positiv.
Zur Erfüllung der SULEV (Super Ultra Low Emissions Vehicle)-Anforderungen gibt es den Motor etwa seit Ende 2018 als Variante B46. Die mit 10,2:1 höhere Verdichtung und die niedrigere Leistung mit 190 kW (samt dem mit 400 Nm kleinerem Drehmoment) reduzieren gegenüber dem B48B20T1 den Schadstoffausstoß um 90 Prozent.

## Daten
| Motortyp | Hubraum          | Bohrung × Hub     | Leistung bei 1/min            | Drehmoment bei 1/min | Fahrzeug                                               |
| -------- | ---------------- | ----------------- | ----------------------------- | -------------------- | ------------------------------------------------------ |
| B48A20O1 | 2,0 L (1998 cm3) | 82,0 mm × 94,6 mm | 180 kW (245 PS) bei 5000–6000 | 400 Nm bei 1550–4400 | 330i (G20), Z4 (G29)                                   |
| B48B20U1 | 2,0 L (1998 cm3) | 82,0 mm × 94,6 mm | 115 kW (156 PS) bei 4500–6500 | 250 Nm bei 1300–4300 | 318i (G20)                                             |
| B48B20U1 | 2,0 L (1998 cm3) | 82,0 mm × 94,6 mm | 120 kW (163 PS) bei 5000–6500 | 300 Nm bei 1350–3700 | 320e (G20)                                             |
| B48A20U1 | 2,0 L (1998 cm3) | 82,0 mm × 94,6 mm | 131 kW (178 PS) bei 5000–5500 | 280 Nm bei 1350–4200 | 120i (F40), 220i (F44), X1 (F48), Mini (F54–F60)       |
| B48B20M0 | 2,0 L (1998 cm3) | 82,0 mm × 94,6 mm | 135 kW (184 PS) bei 5000–6500 | 270 Nm bei 1350–4600 | 120i (F20), 320i (F30)                                 |
| B48B20M0 | 2,0 L (1998 cm3) | 82,0 mm × 94,6 mm | 135 kW (184 PS) bei 5000–6500 | 290 Nm bei 1350–4250 | 120i (F20), 520i (G30)                                 |
| B48B20M1 | 2,0 L (1998 cm3) | 82,0 mm × 94,6 mm | 135 kW (184 PS) bei 5000–6500 | 300 Nm bei 1350–4000 | BMW 3er (G20/G21), 4er (G22/G23/G26)                   |
| B48A20M1 | 2,0 L (1998 cm3) | 82,0 mm × 94,6 mm | 141 kW (192 PS) bei 5000–6000 | 280 Nm bei 1250–4600 | BMW 2er (F45), 2er (F46), X1 (F48)                     |
| B48A20M1 | 2,0 L (1998 cm3) | 82,0 mm × 94,6 mm | 141 kW (192 PS) bei 4700–6000 | 280 Nm bei 1250–4750 | MINI F55/F56/F57                                       |
| B48A20M1 | 2,0 L (1998 cm3) | 82,0 mm × 94,6 mm | 141 kW (192 PS) bei 5000–6000 | 280 Nm bei 1350–4600 | MINI F54/F60                                           |
| B48A20M1 | 2,0 L (1998 cm3) | 82,0 mm × 94,6 mm | 141 kW (192 PS) bei 5000–6000 | 280 Nm bei 1350–4600 | X2 sDrive20i (F39)                                     |
| B48B20M1 | 2,0 L (1998 cm3) | 82,0 mm × 94,6 mm | 145 kW (197 PS) bei 4500–6500 | 320 Nm bei 1450–4200 | Z4 sDrive20i                                           |
| B48B20O1 | 2,0 L (1998 cm3) | 82,0 mm × 94,6 mm | 165 kW (224 PS) bei 5200–6500 | 310 Nm bei 1400–5000 | 125i (F20)                                             |
| B48A20O1 | 2,0 L (1998 cm3) | 82,0 mm × 94,6 mm | 170 kW (231 PS) bei 5000–6000 | 350 Nm bei 1250–4500 | BMW 2er (F45), X1 (F48)                                |
| B48A20O1 | 2,0 L (1998 cm3) | 82,0 mm × 94,6 mm | 170 kW (231 PS) bei 5200–6200 | 320 Nm bei 1250–4800 | MINI F56                                               |
| B48A20O1 | 2,0 L (1998 cm3) | 82,0 mm × 94,6 mm | 170 kW (231 PS) bei 5000–6000 | 350 Nm bei 1450–4500 | MINI F54/F60                                           |
| B48O1ZIK | 2,0 L (1998 cm3) | 82,0 mm × 94,6 mm | 180 kW (245 PS) bei 4500–6500 | 400 Nm bei 1600–4000 | BMW 4er (G22), 2er (G42)                               |
| B48B20O0 | 2,0 L (1998 cm3) | 82,0 mm × 94,6 mm | 185 kW (252 PS) bei 5200–6500 | 350 Nm bei 1450–4800 | BMW 3er (F30/F31), 5er (G30)                           |
| B48B20O1 | 2,0 L (1998 cm3) | 82,0 mm × 94,6 mm | 190 kW (258 PS) bei 5000–6500 | 400 Nm bei 1550–4400 | BMW 7er (G11/G12), 3er (G20/G21), Z4 (G29), 6er (G32)  |
| B48A20H  | 2,0 L (1998 cm3) | 82,0 mm × 94,6 mm | 221 kW (300 PS) bei 5750–6500 | 400 Nm bei 2000–4500 | BMW X1 (U11), X2 (U10)                                 |
| B48A20T1 | 2,0 L (1998 cm3) | 82,0 mm × 94,6 mm | 225 kW (306 PS) bei 5000–6250 | 450 Nm bei 1750–4500 | MINI F54/F56/F60; BMW X2 (F39), 1er (F40), M235i (F44) |

Technische Daten des BMW 2er Active Tourer, Technische Daten des BMW 2er Active Tourer, Technische Daten des MINI 3-Türer, Technische Daten des MINI 5-Türer, Produktionsdaten des MINI 3-Türer, Zahlen und Fakten zum BMW 4er Coupé, Daten des 318i

## Verwendung

### 115 kW (156 PS)
- G20 als 318i (seit 11/2019)
- G42 als 218i (seit 07/2022)

### 120 kW (163 PS)
- G20 als 320e (seit 03/2021)

### 131 kW (178 PS)
- F39 als X2 SDrive20i (seit 11/2020)
- F40 als 120i (seit 11/2020)
- F44 als 220i xDrive Gran Coupé (seit 11/2020)
- F45 als Active Tourer 220i (seit 11/2020)
- F46 als Gran Tourer 220i (seit 11/2020)
- F48 als X1 sDrive20i (seit 11/2020)
- F56 (MINI) als MINI Cooper S 3-Türer (seit 11/2020)
- F55 (MINI) als MINI Cooper S 5-Türer (seit 11/2020)
- F57 (MINI) als MINI Cooper S Cabrio (seit 11/2020)
- F54 (MINI) als MINI Cooper S Clubman (seit 11/2020)
- F60 (MINI) als MINI Cooper S Countryman (seit 07/2020)

### 135 kW (184 PS)
- F20/F21 als 120i (08/2016–06/2019)
- F22/F23 als 220i (seit 07/2016)
- F30/F31 als 320i (seit 05/2015)
- F30 als 330e (seit 03/2016)
- F32/F33/F36 als 420i (seit 03/2016)[20]
- G30 als 520i (seit 07/2017)[21]
- G30 als 530e (seit 03/2017)
- G20 als 320i (seit 03/2019)
- G20 als 330e (seit 07/2019)
- G42 als 220i (seit 09/2021)

### 141 kW (192 PS)

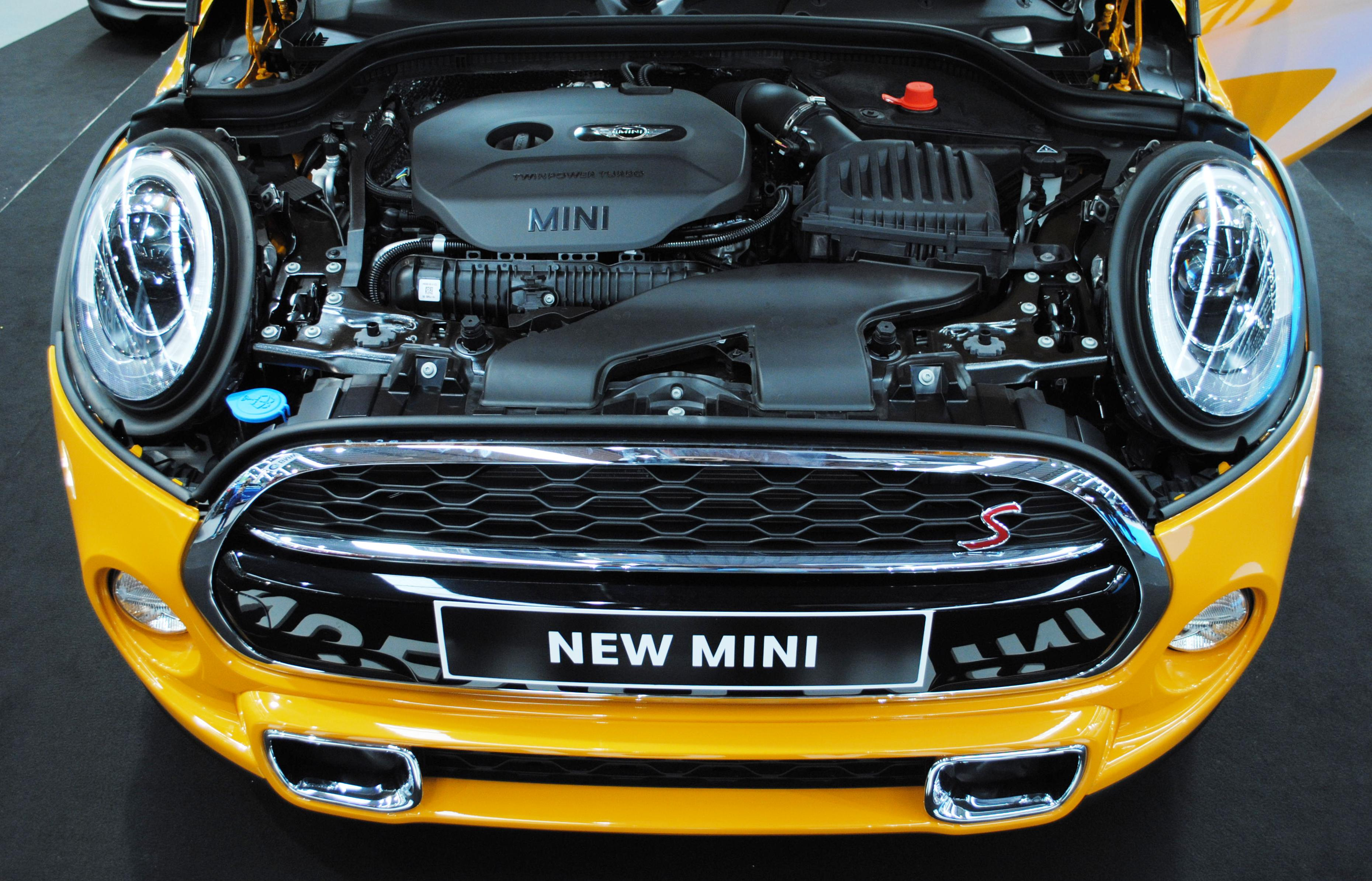
BMW B48 im Mini Cooper S 2014

- F39 als X2 sDrive20i (seit 04/2018)
- F45 als 220i Active Tourer (seit 11/2014)
- F46 als 220i Gran Tourer (seit 03/2015)
- F48 als X1 xDrive20i (seit 10/2015)
- F56 (MINI) als MINI Cooper S 3-Türer[4] (03/2014–11/2020)
- F55 (MINI) als MINI Cooper S 5-Türer[16] (07/2014–11/2020)
- F57 (MINI) als MINI Cooper S Cabrio (03/2016–11/2020)
- F54 (MINI) als MINI Cooper S Clubman (05/2015–11/2020)
- F60 (MINI) als MINI Cooper S Countryman (02/2017–06/2020)

### 145 kW (197 PS)
- G29 als Z4 sDrive20i (seit 03/2019)

### 165 kW (224 PS)

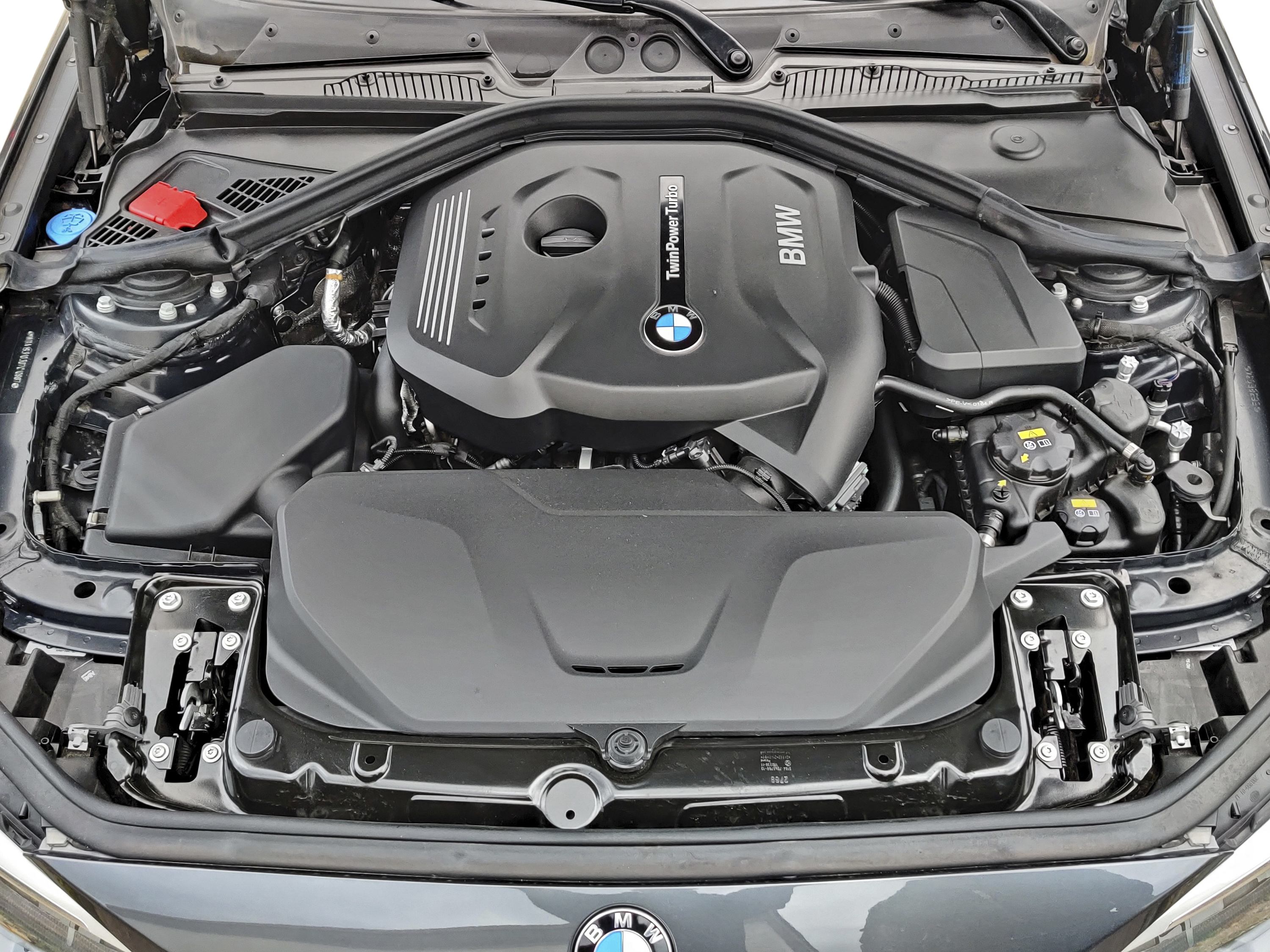
BMW B48 im BMW 125i

- F20/F21 als 125i (07/2016–06/2019)

### 170 kW (231 PS)
- F45 als 225i xDrive Active Tourer (seit 02/2019)
- F48 als X1 xDrive25i (seit 06/2015)
- F56 (MINI) als MINI John Cooper Works 3-Türer (seit 03/2019)
- F54 (MINI) als MINI John Cooper Works Clubman (12/2016–05/2018)
- F60 (MINI) als MINI John Cooper Works Countryman (04/2017–05/2018)

### 180 kW (245 PS)
- G22 als 430i (seit 07/2021)
- G42 als 230i (seit 03/2022)
- G20/G21 als 330i (seit 07/2022)
- G30/31 als 530i (seit 07/2022)

### 185 kW (252 PS)
- F22/F23 als 230i (seit 07/2016)
- F30/F31 als 330i (seit 05/2015)
- F32/F33/F36 als 430i (seit 03/2016)[20]
- G30 als 530i (seit 02/2017)[22]

### 190 kW (258 PS)
- G11/G12 als 730i/Li (02/2016–01/2019)
- G20/G21 als 330i (03/2019–06/2022)
- G22 als 430i (10/2020–06/2021)
- G29 als Z4 sDrive30i (seit 03/2019)
- G32 als 630i (seit 11/2017)
- Toyota Supra A90 als GR Supra 2.0 (seit 03/2020)
- Morgan Plus Four (seit 2020)[23]

### 195 kW (265 PS)
- F40 als 128ti (seit 11/2020)

### 221 kW (300 PS)
- U11 als X1 M35i (seit 11/2023)
- U10 als X2 M35i (ab 02/2024)

### 225 kW (306 PS)
- F40 als M135i (seit 09/2019)
- F44 als M235i (seit 03/2020)
- F39 als X2 M35i (seit 02/2019)
- F56 (MINI) als MINI John Cooper Works GP (seit 03/2020)
- F54 (MINI) als MINI John Cooper Works Clubman (seit 05/2019)
- F60 (MINI) als MINI John Cooper Works Countryman (seit 05/2019)